# 1917 v loďstvech
Tento článek obsahuje významné události v oblasti loďstev v roce 1917.
- 5. října –  SM Torpedoboot 11 – torpédovka třídy Tb.7 – druhý úspěšný pokus o vzpouru na lodi se vydařil a loď se po útěku dostala do italských rukou, mezi účastníky vzpoury byli také Čech Bohumil Brkl a Ital Francesco Donat

## Lodě vstoupivší do služby
- leden –  HMS Glorious (77) a HMS Courageous (50) – lehké bitevní křižníky třídy Glorious

- 26. června –  HMS Furious (47) – lehký bitevní křižník třídy Glorious

- 17. července –  Imperator Alexandr III – bitevní loď třídy Imperatrica Marija

- 1. září –  HMS Ramillies (07) – bitevní loď třídy Revenge